# Vitbandad björkfältmätare
Vitbandad björkfältmätare (Rheumaptera hastata) är en fjärilsart som beskrevs av Carl von Linné 1758. Vitbandad björkfältmätare ingår i släktet Rheumaptera och familjen mätare. Arten är reproducerande i Sverige. Inga underarter finns listade i Catalogue of Life.

## Bildgalleri

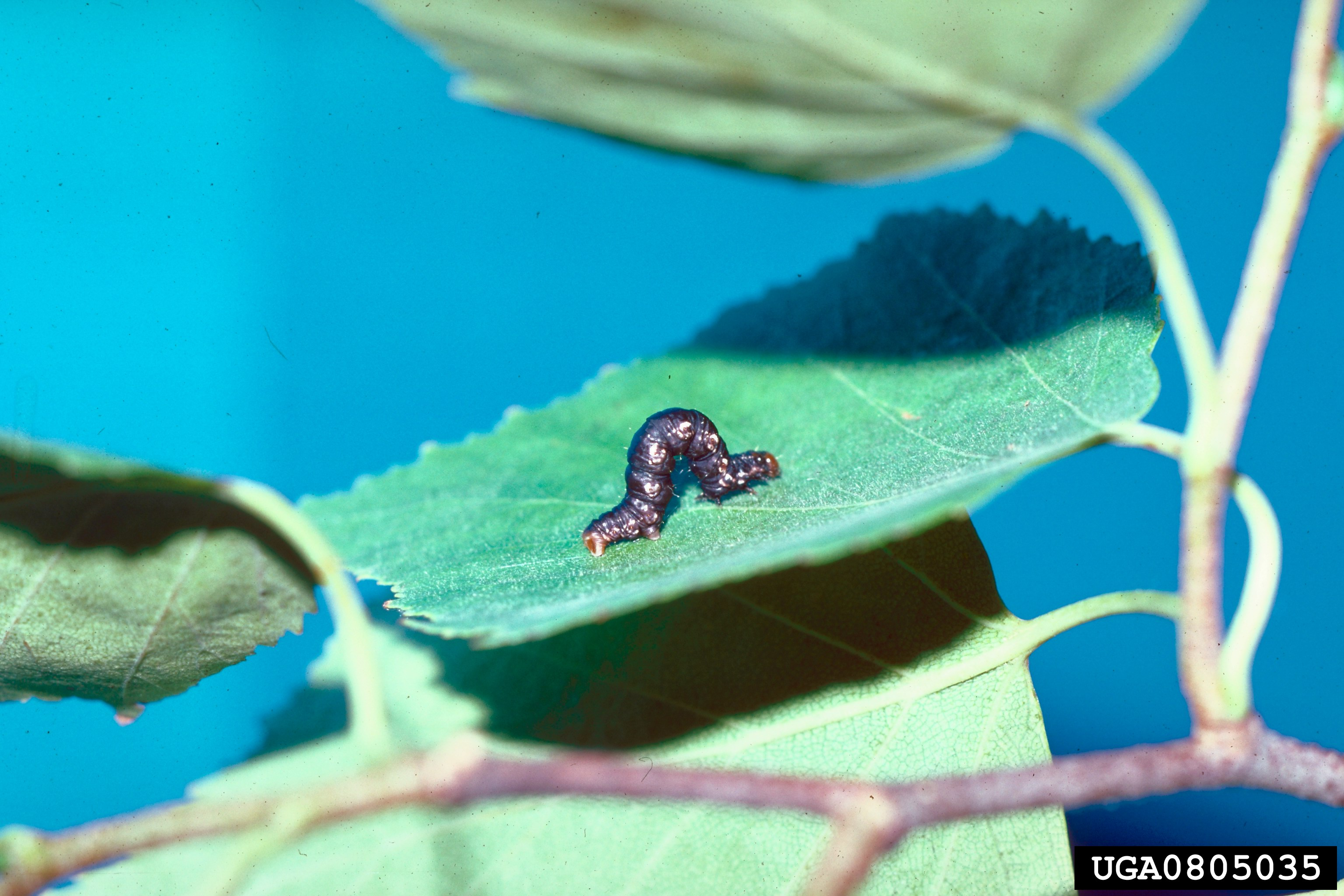
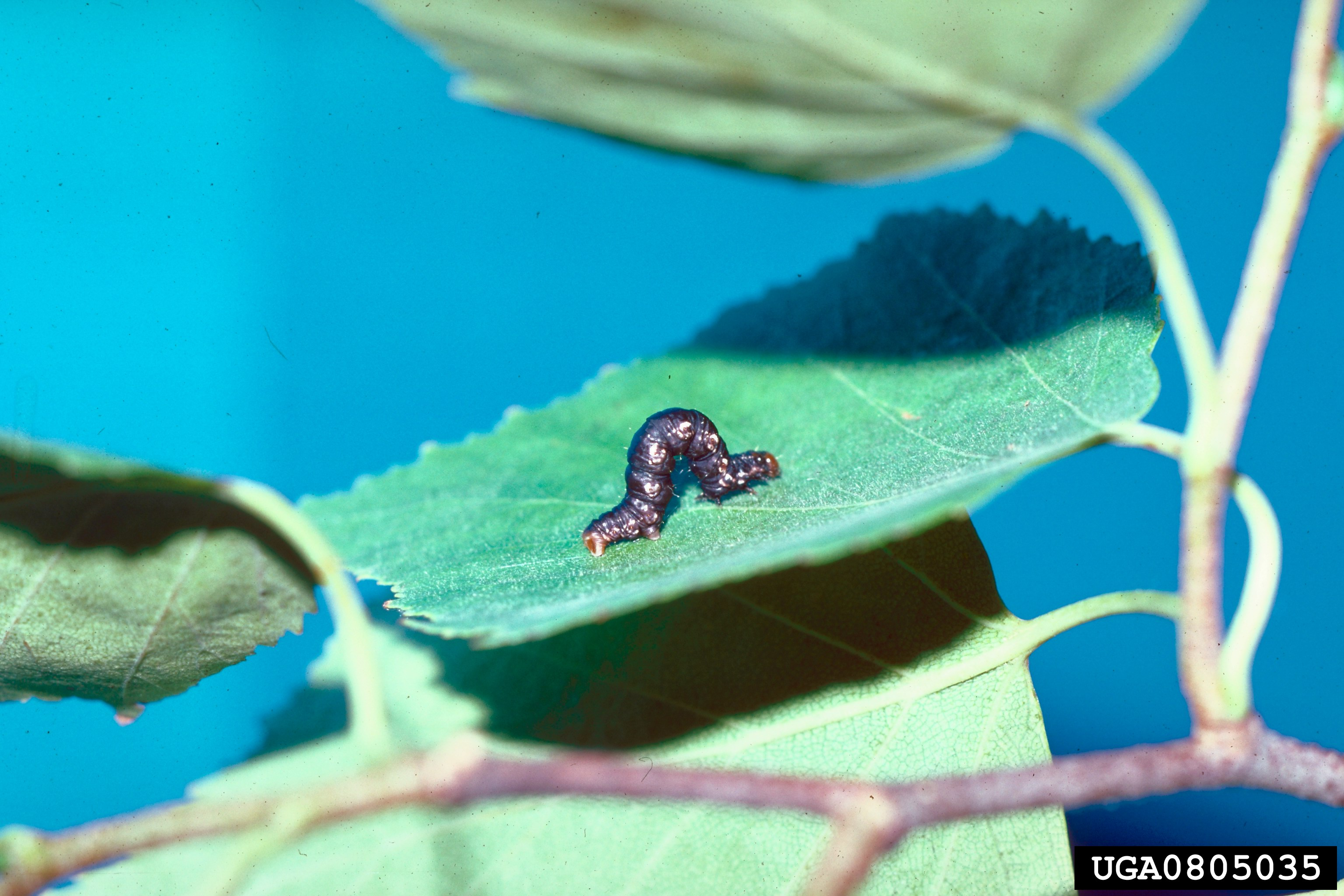